# Frank Costin
Francis Albert Costin, född 8 juni 1920 i Hammersmith, London, död  5 februari 1995 i Worthing, var en brittisk ingenjör och bilkonstruktör. 
Costin började, likt brodern Mike, sin bana hos flygplanstillverkaren de Havilland. Hans kunskaper inom aerodynamik kom till god nytta när han senare arbetade för tävlingsbilstillverkare som Vanwall och Lotus. Tillsammans med Jem Marsh grundade han biltillverkaren Marcos.